# Financsek Gábor
Financsek Gábor (Pécs, 1985. augusztus 27. –) magyar úszó.
A 2003-as ifjúsági Európa-bajnokságon a vegyes váltóval arany-, 50 méter mellen ezüstérmes, 100 méter mellen negyedik volt. Ugyanebben az évben a rövid pályás Eb-n 50 mellen 28., 100 mellen 16., 200 mellen 30. lett. A 2004-es rövid pályás Eb-n 100 mellen 13., 200 mellen 24. volt. A 2005-ös universiaden 100 és 200 mellen nem jutott a döntőbe. A 2006-os Eb-n 50 mellen a 31., 100 mellen a 24., 200 mellen a 34. helyen zárt. 2007-ben az universiaden nem jutott döntőbe.
2009-ben ismét indult az universiaden, ahol 100 mellen 15. volt. A rövid pályás Eb-n 50 mellen 36., 100 mellen 24. lett. A 2010-es Európa-bajnokságon 100 mellen  31., 50 mellen 15. helyen végzett. A 2011-es rövid pályás Eb-n 50 mellen 27., 100 mellen kilencedik lett. A 2012-es Eb-n 50 mellen 13., 100 mellen 31. volt.
A 2012-es olimpiai csapatban a vegyes váltó tartalékjaként kapott helyet.
2014-ben hiába magyar bajnok lett 50 méteres gyorsúszásban, ennek ellenére nem került be a berlini Európa-bajnokságra utazó csapatba.
A 2016-os Európa-bajnokságon a 4 × 100-as vegyesváltóban, majd a 4 × 100-as férfi vegyesváltó tagjaként is bronzérmet szerzett.
A 2017-es budapesti világbajnokságon 50 méter mellen a 43. helyen végzett.

## Magyar bajnokság

### 50 méteres medence
| 50 méter   | 2005 | 2011 | 2012 | 2013 | 2014 | 2015 | 2016 | 2017 | 2018 |
| ---------- | ---- | ---- | ---- | ---- | ---- | ---- | ---- | ---- | ---- |
| 50 m mell  | 3.   | 2.   | 1.   | 1.   | 1.   | 1.   | 1.   |      | 2.   |
| 100 m mell | 3.   | 2.   | 2.   | 2.   | 2.   | 2.   | 3.   | 2.   | 5.   |
| 200 m mell | 3.   |      |      | 2.   |      |      | 6.   |      |      |